# Lingyin si
Lingyin si (Klasztor Odosobnienia Dusz, chiń. upr. 灵隐寺; chiń. trad. 靈隐寺) – chiński klasztor buddyjski szkoły chan, położony w prowincji Zhejiang. Jest to największy klasztor Gór Wulin (武林山, pinyin Wǔlínshān).

## Historia klasztoru
Klasztor ten został założony w 326, co czyni go jednym z najstarszych w Chinach. Znajduje się w Hangzhou i położony jest na zachód od jeziora Zachodniego pomiędzy górami Feilai i Beigao (z tyłu klasztoru). Założycielem klasztoru był indyjski buddysta Huili, któremu góra przypominała jedną z gór w Indiach.
Początkowo była to mała świątynia, jednak z czasem przeznaczono większy teren na jej rozbudowę. W 771 roku ukończono rozbudowę klasztoru, który stał się bardzo popularny. Był uważany za klasztor szkoły chan.
Pod koniec dynastii Tang, w czasie prześladowań buddyzmu, klasztor został zniszczony. Dopiero w okresie Pięciu Dynastii, założyciel państwa Wuyue (907–978), nakazał mistrzowi chan Yongmingowi Yanshou (904–975) odbudować klasztor. Posługiwano się wówczas nazwą „Nowy klasztor Lingyin”. Składał się wtedy z dziewięciu piętrowych budynków, osiemnastu sal zgromadzeń w pawilonach i siedemdziesięciu dwóch sal. Przebywało w nim 3000 mnichów w 1300 sypialniach w dormitoriach.
Mniej więcej w połowie X wieku (ok. 960 roku) do klasztoru przybył mistrz chan Yongming Yanshou (904–975), który prowadząc go dokonał także jego odnowienia. Tutaj dokończył pisanie swojego dzieła Zongjing lu. Był to wówczas główny klasztor królestwa Wuye. W pierwszej połowie XI wieku klasztor był prowadzony przez mistrza chan Xuedou Chongxiana (980–1052).  
Gdy Hangzhou działało jako stolica władcy Gaozong i Xiaozong często odwiedzali klasztor, troszcząc się o jego sprawy i wykonując kaligrafie. Klasztor należał wówczas do Pięciu Gór Chan na południu od rzeki Jangcy w okresach „Jading” i południowej Dynastii Song. 
W czasach cesarza Fúlína (pan. 1643-1661) z dynastii Qing opatem był mistrz chan Jude. Prowadził klasztor przez osiemnaście lat; w tym czasie całkowicie go przebudował czyniąc z niego najważniejszą świątynię na południowym wschodzie Chin. Gdy w 1689 cesarz Xuányè (pan. 1661–1722) z dynastii Qing przybył do klasztoru, zmienił jego nazwę na Yunlin.
Po II wojnie światowej klasztor był wielokrotnie odnawiany. Ucierpiał w czasie rewolucji kulturalnej, ale uniknął całkowitego zniszczenia dzięki opiece premiera Zhou Enlaia.
Obecnie jest jednym ze 142 głównych klasztorów Chin.

## Główne budynki
Do klasztoru wchodzi się przez budynek Czterech Niebiańskich Królów, na którym znajduje się napis wykonany przez cesarza Kangxi – 云林禅寺 (Klasztor chan Chmur i Lasu). Na końcu dziedzińca znajduje się główny budynek klasztoru – Gmach Mahaviry, 大雄宝殿, pinyin Dàxíong Bǎodiàn, którego wysokość sięga 33,6 metra. W jego wnętrzu znajduje się drewniany (wyłożony płatkami złota) posąg Buddy Śiakjamuniego. Jest to największa drewniana rzeźba w Chinach. Z tyłu tego posągu znajduje się relief przedstawiający bodhisattwę Guanyin na tle 150 słynnych buddystów. Po obu stronach wnętrza znajdują się wyobrażenia 18 znanych buddystów. Budynek ten wybudowany jest w stylu Qing, który naśladował styl epoki Tang. 
Za głównym budynkiem na stoku wzgórza znajduje się Gmach Buddy Medycyny – 药师殿, pinyin Yàoshī Diàn – w którym znajduje się posąg buddy Bhaisadźjaguru. Dalej na wzgórzu znajduje się Biblioteka Sutr – 藏经楼, pinyin Cángjīng Lóu. Za nią – dalej na wzgórzu – znajduje się Gmach Huayan 华严殿, pinyin Huáyán Diàn. Biblioteka jak i Gmach Huayan zostały wybudowane w latach 2000–2002 aby przywrócić pięciogmachową oś klasztoru. W Gmachu Huayan (Awatamsaki) znajduje się rzeźba przedstawiająca trzech mędrców Sutry Awatamsaki: Śiakjamuniego, Mańdziuśriego i Samantabhadrę.
Po lewej stronie dziedzińca znajduje się Gmach Pięciuset Arhatów – 五百罗汉堂, pinyin Wǔbǎi Luóhàn Táng.
Inne budynki to Gmach Yaowang, Gmach Zhizhi, świątynia Jigong, pawilon Liandeng, pawilon Dabei, budynek opata klasztoru.

## Obiekty
- Posąg Buddy Śiakjamuniego
- Relief bodhisattwy Awalokiteśwary
- Posągi Czterech Niebiańskich Królów

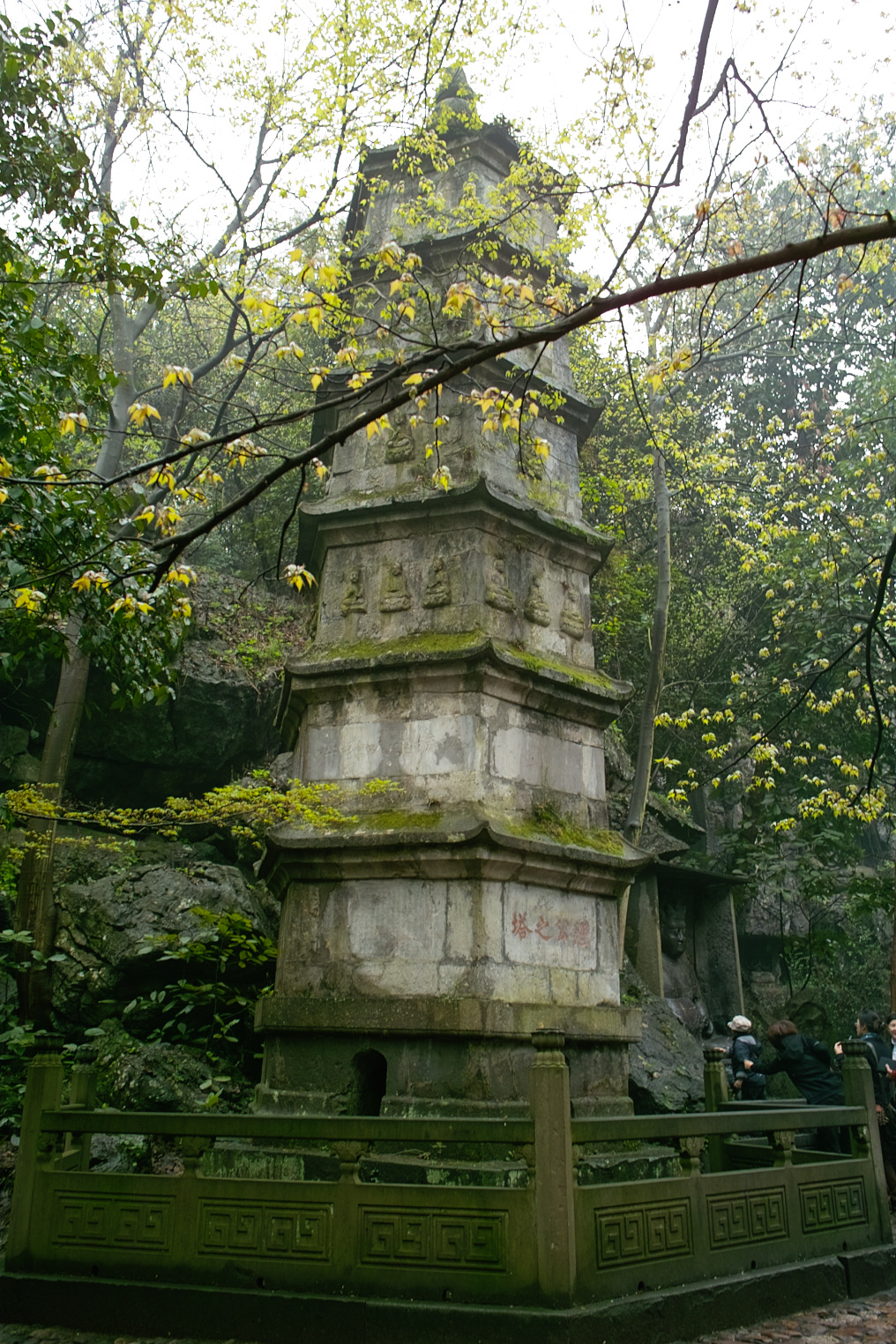
Pagoda Ligong ze szczątkami mnicha Huili
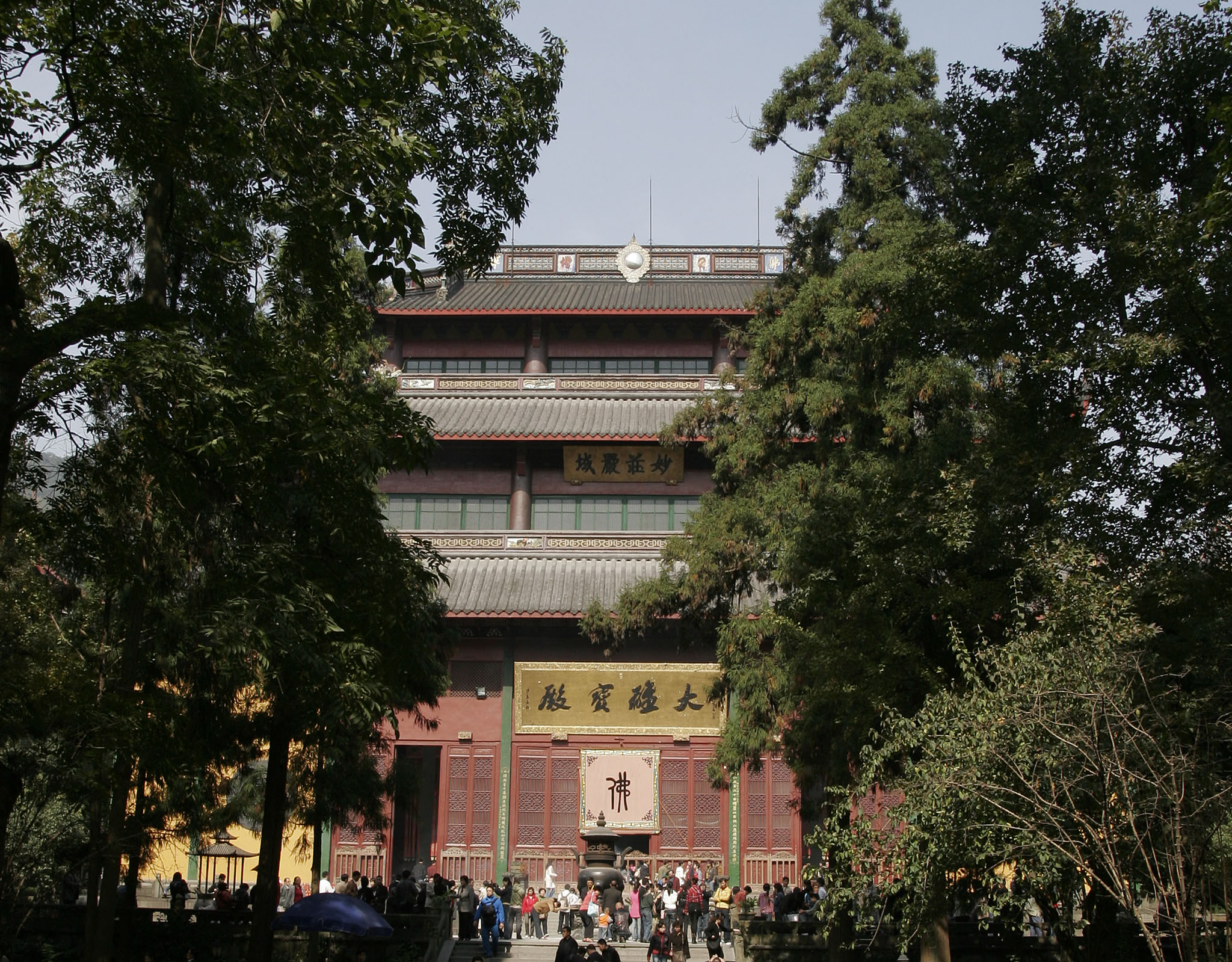
Główny budynek klasztoru
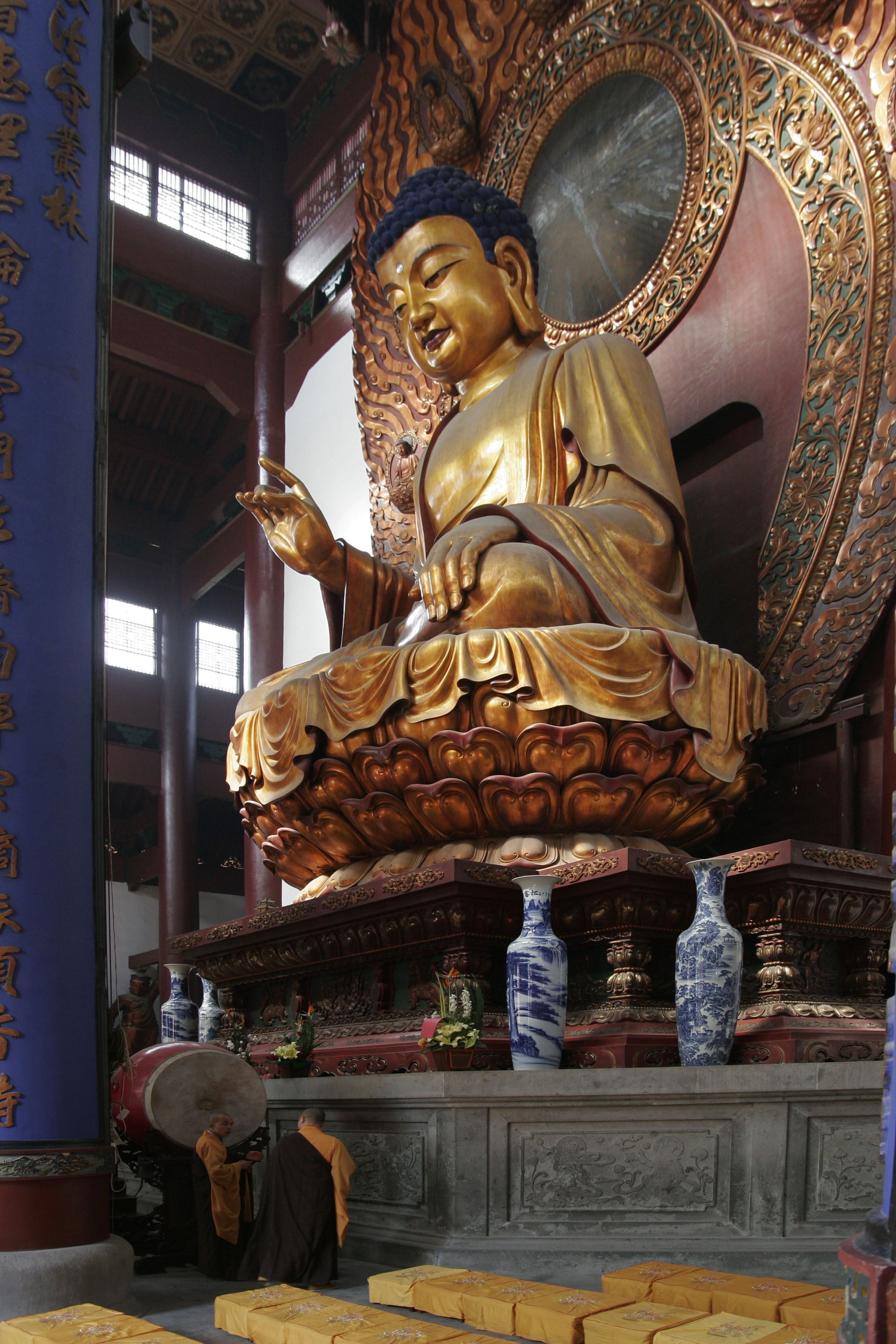
Budda Śiakjamuni z budynku Mahaviry
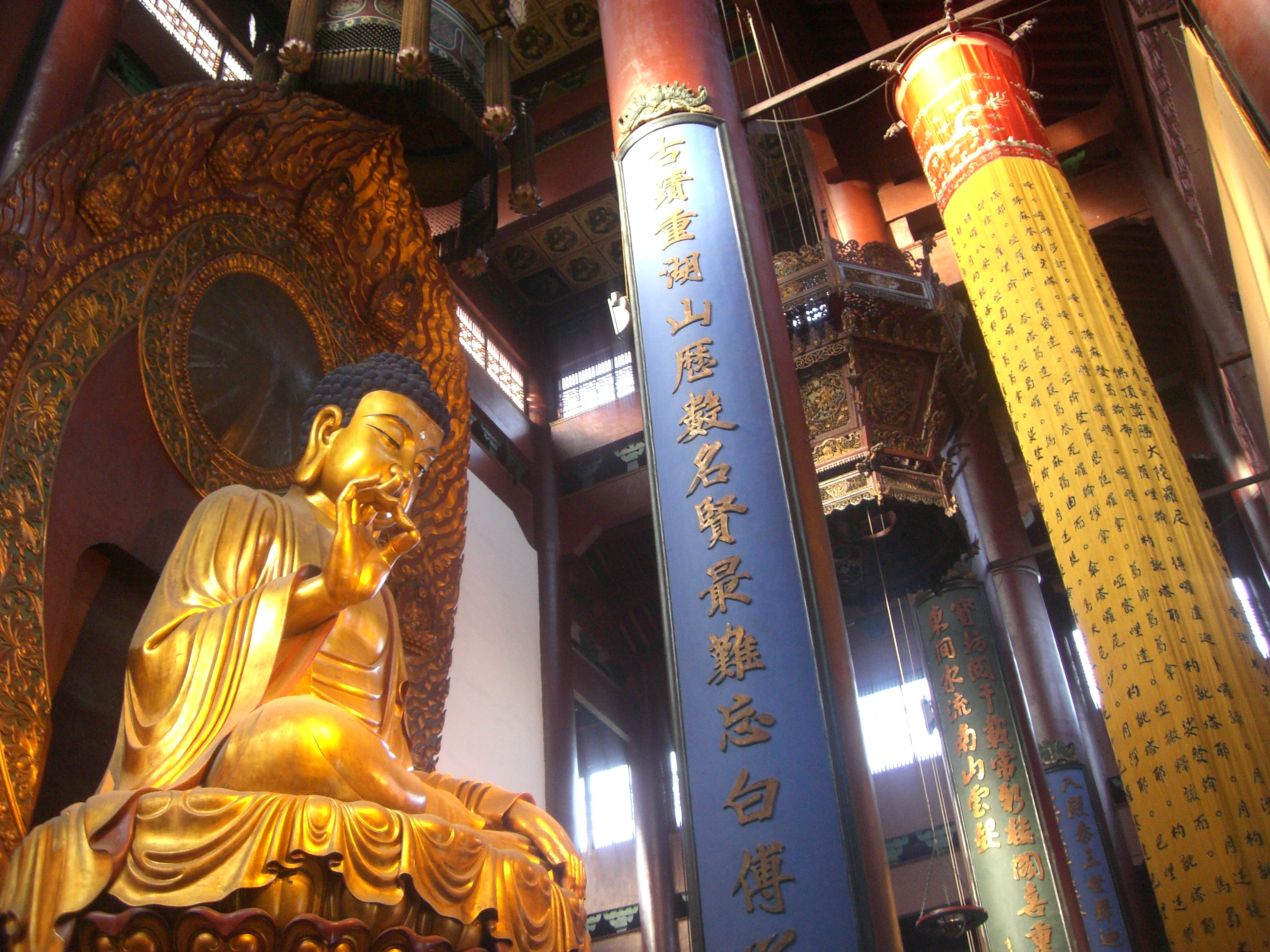
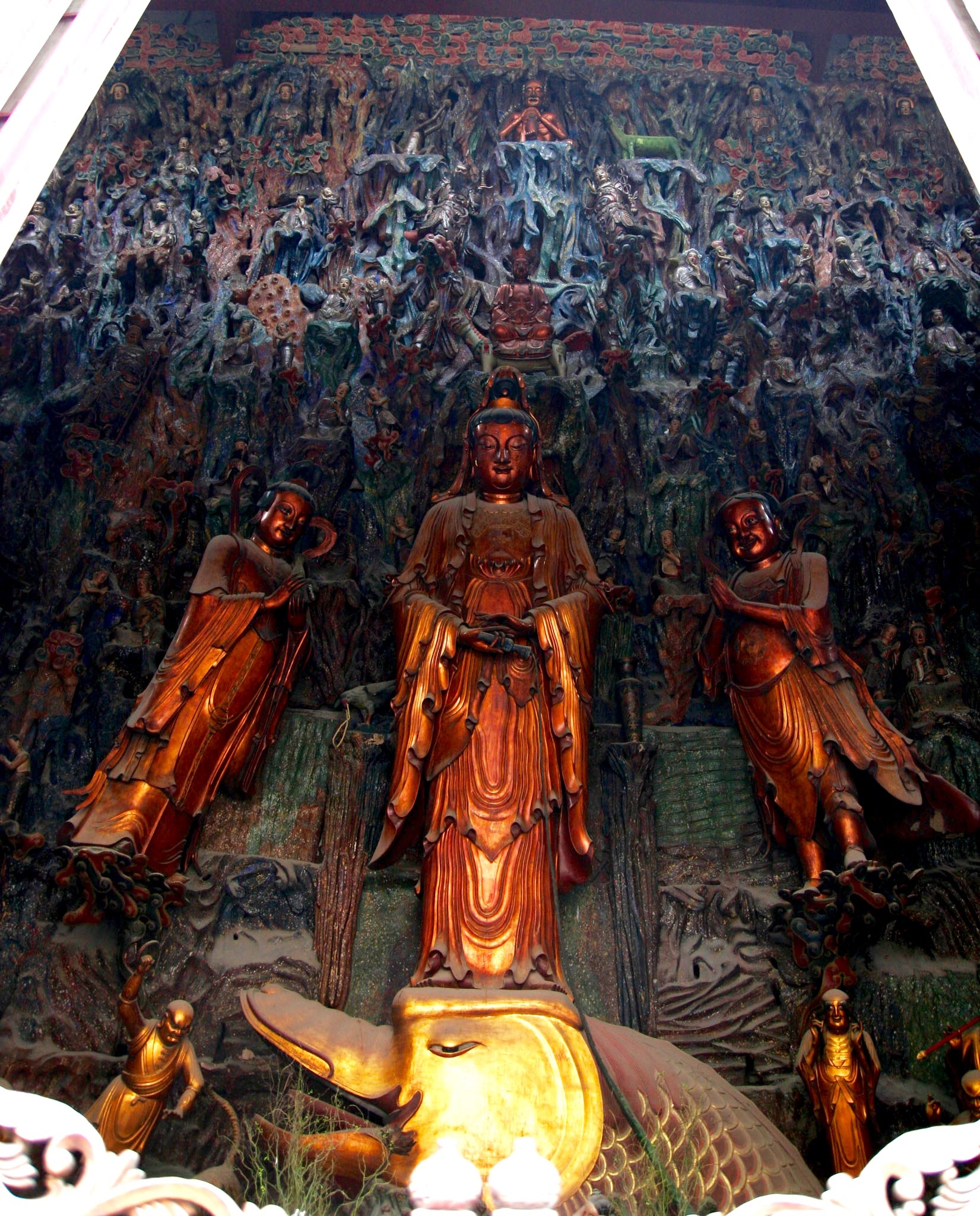
Bodhisattwa Guanyin
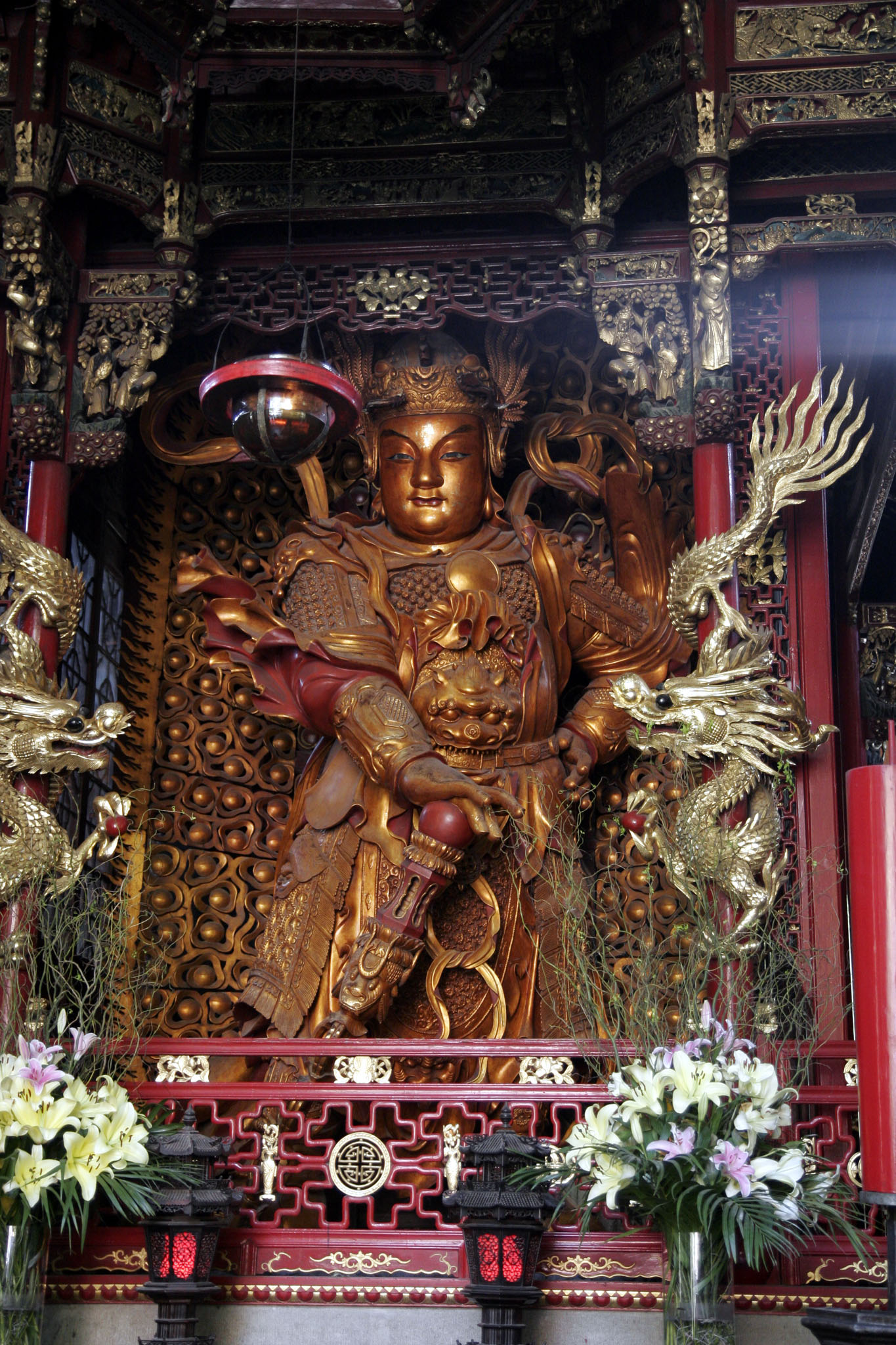
Weituo (budda Skanda)
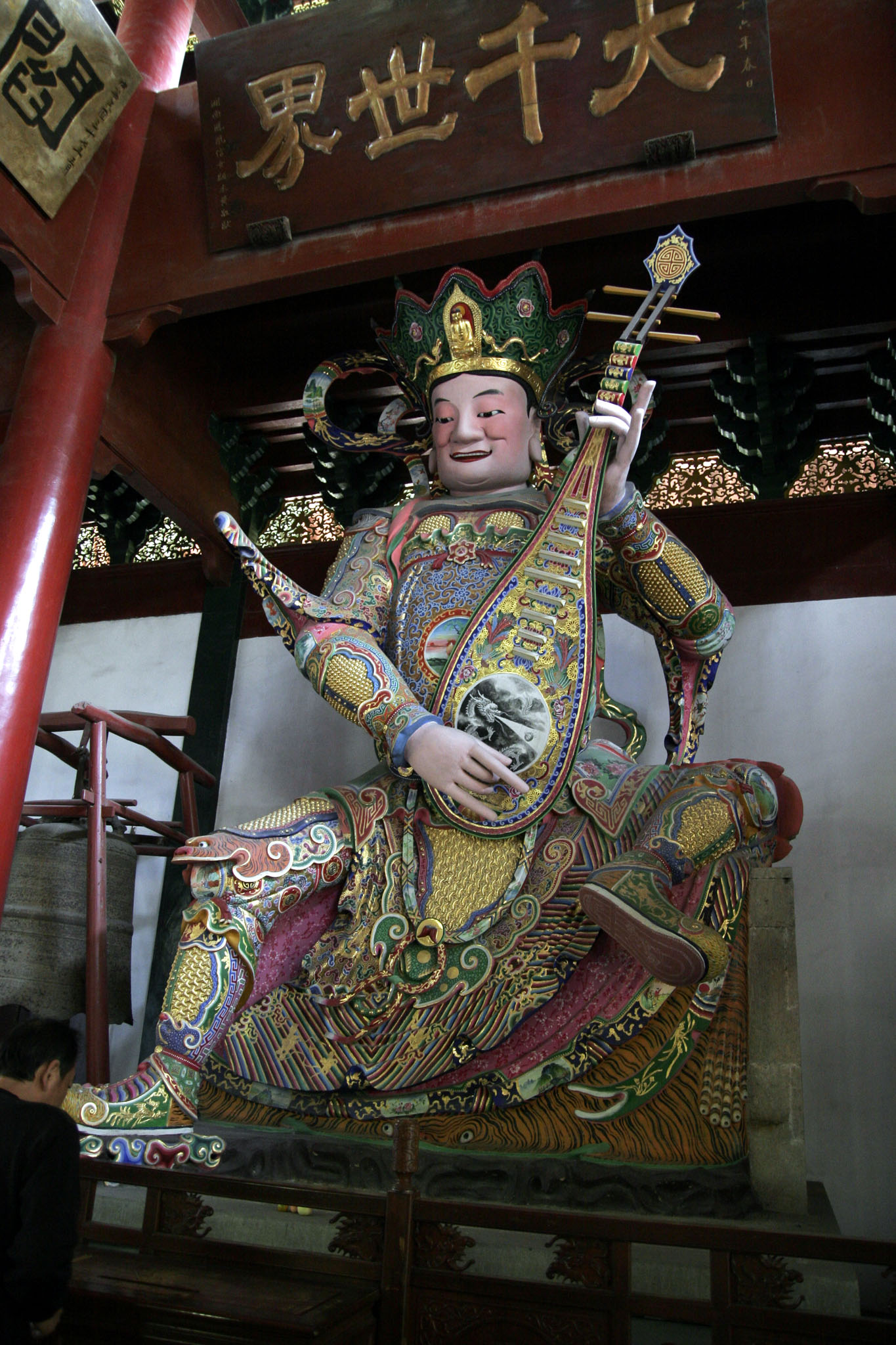
Dhritarasztra (jeden z Czterech Niebiańskich Królów) grający na pipie
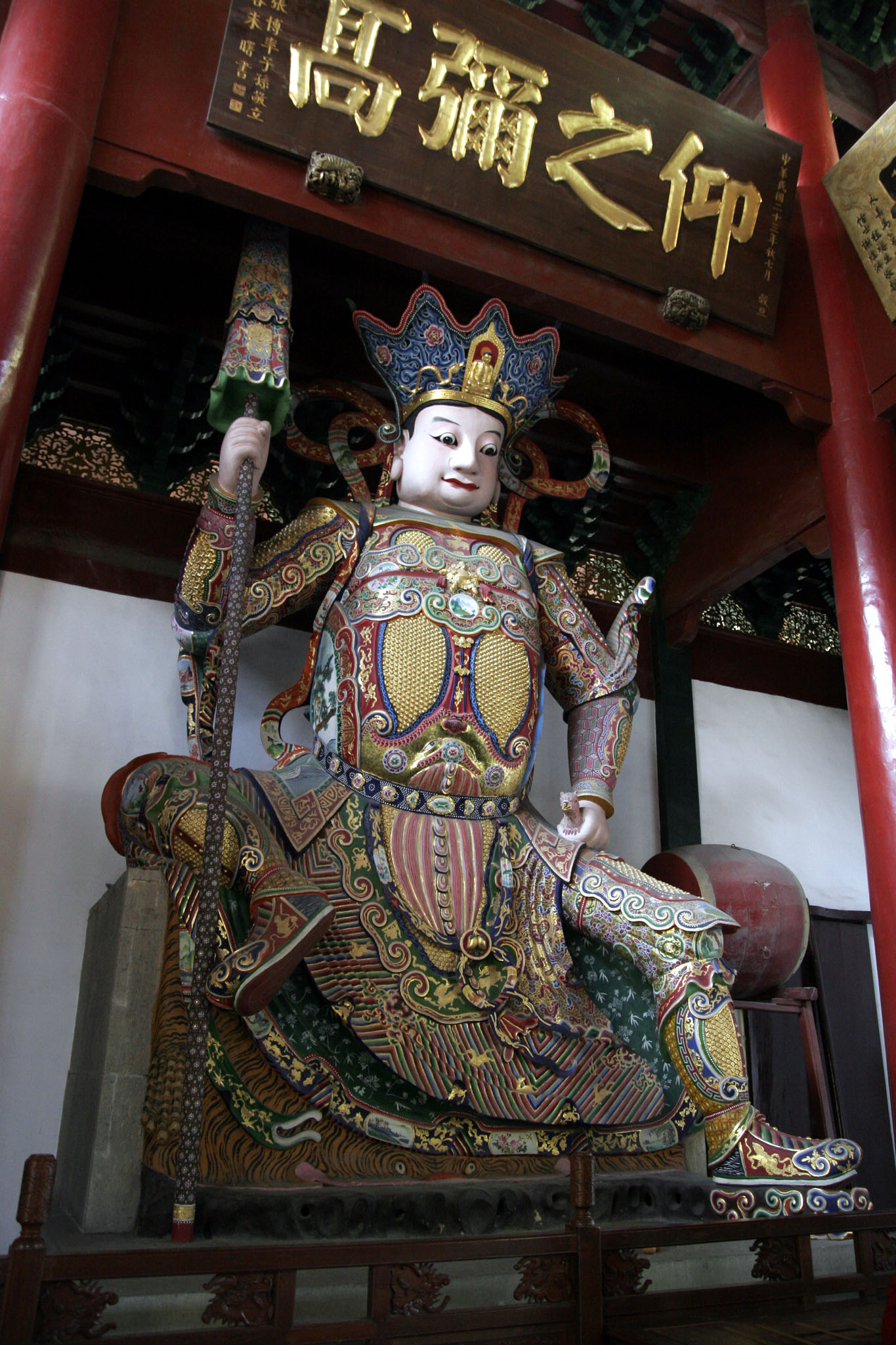
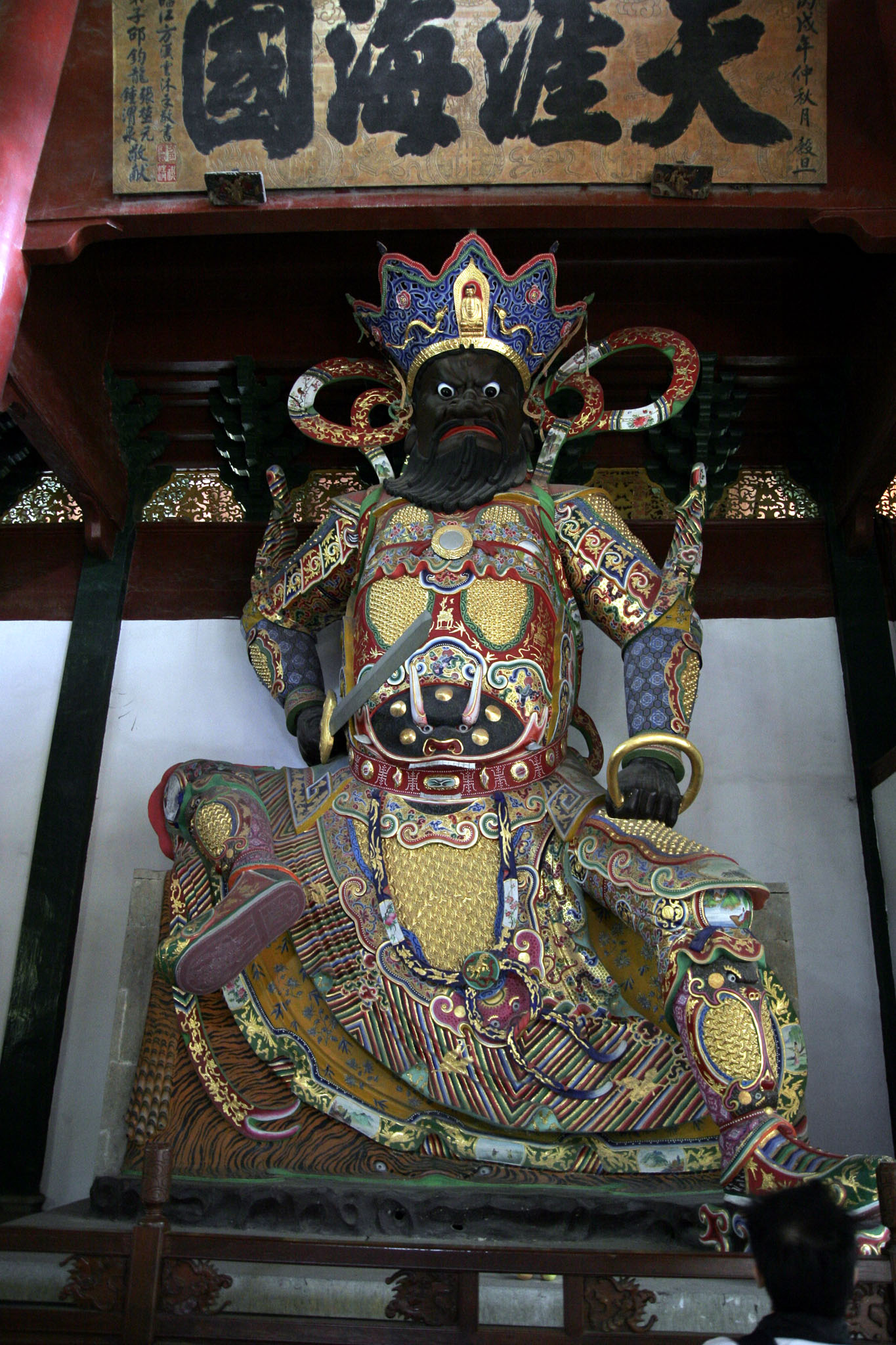
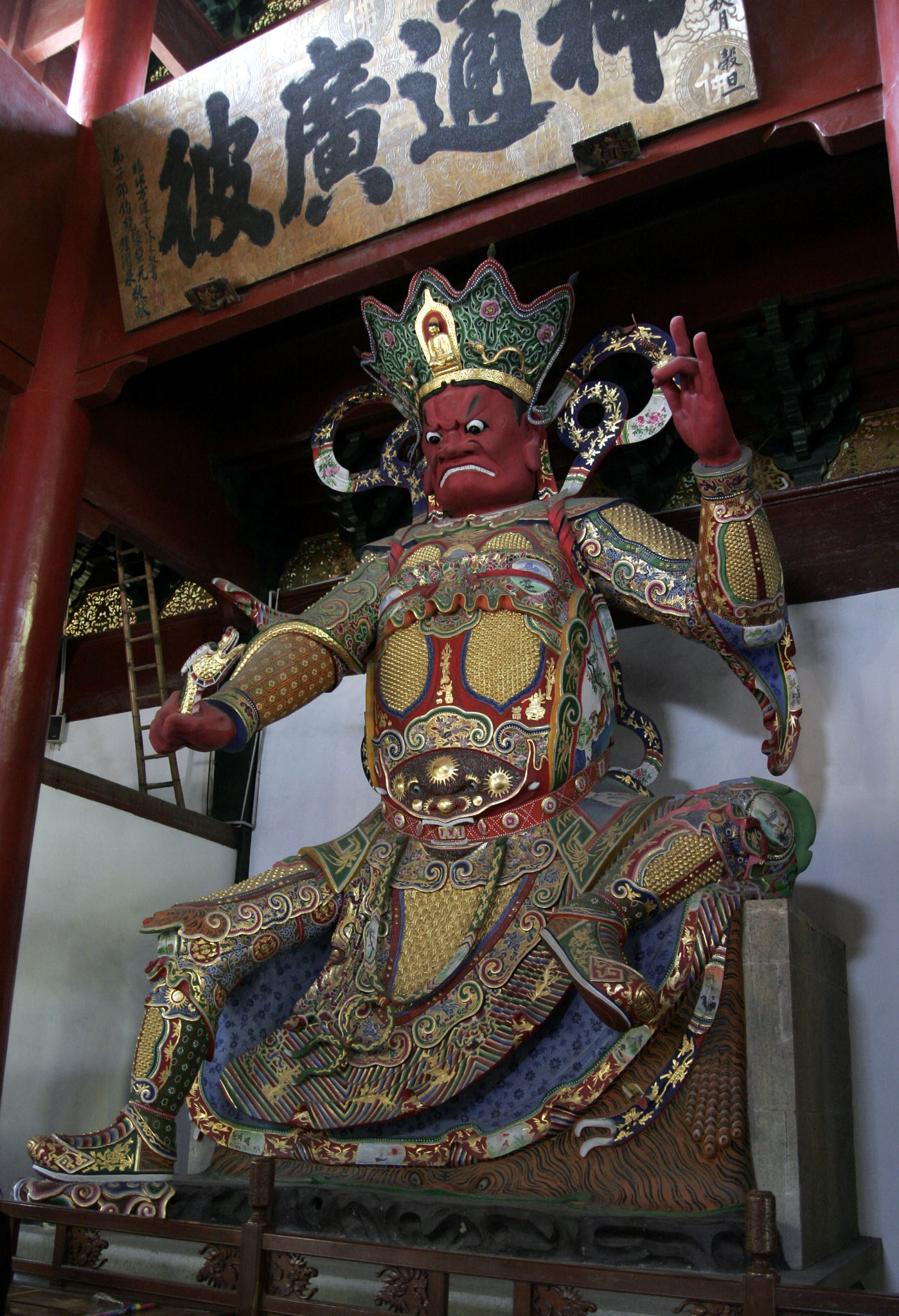
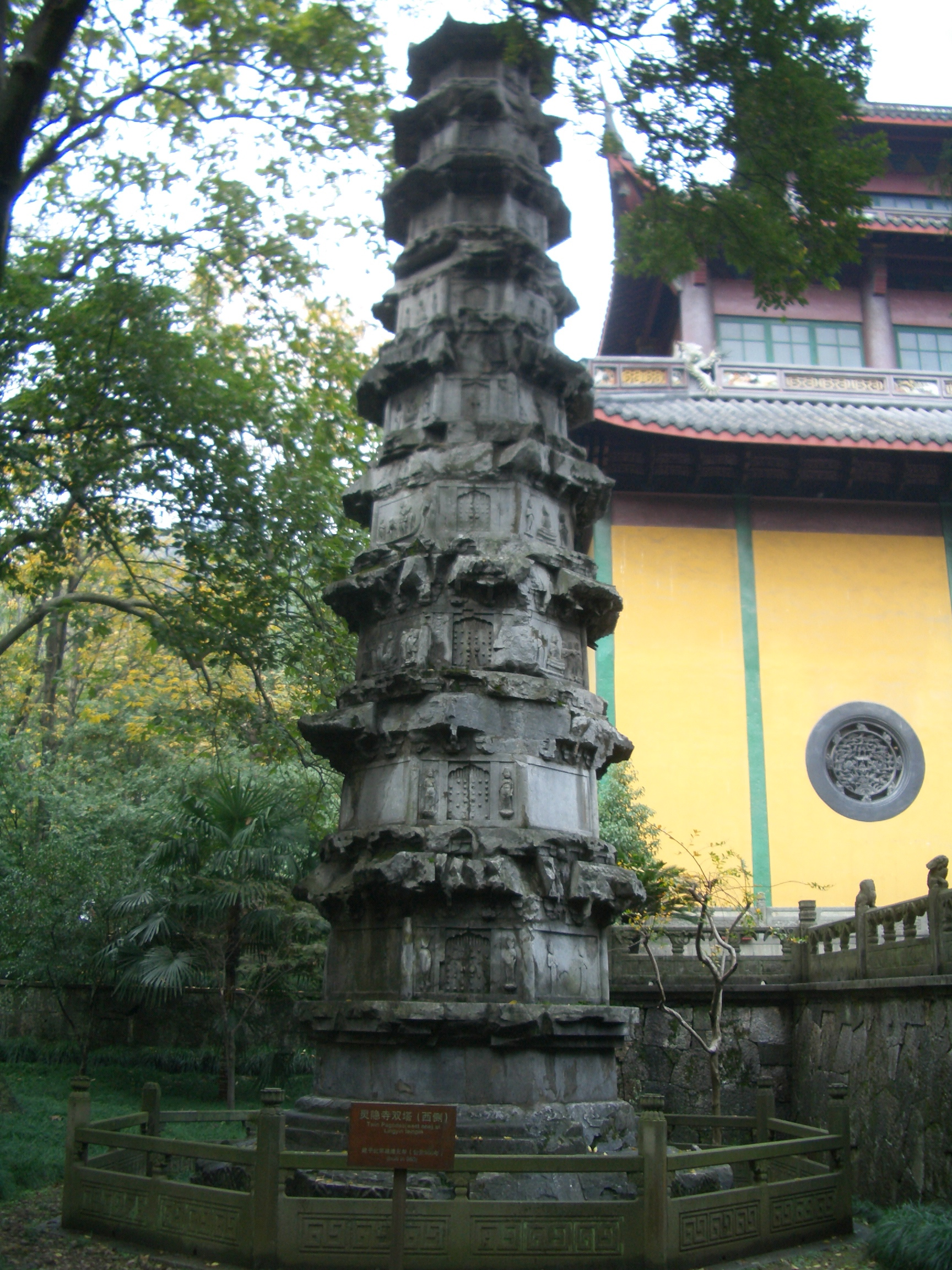
Pagoda
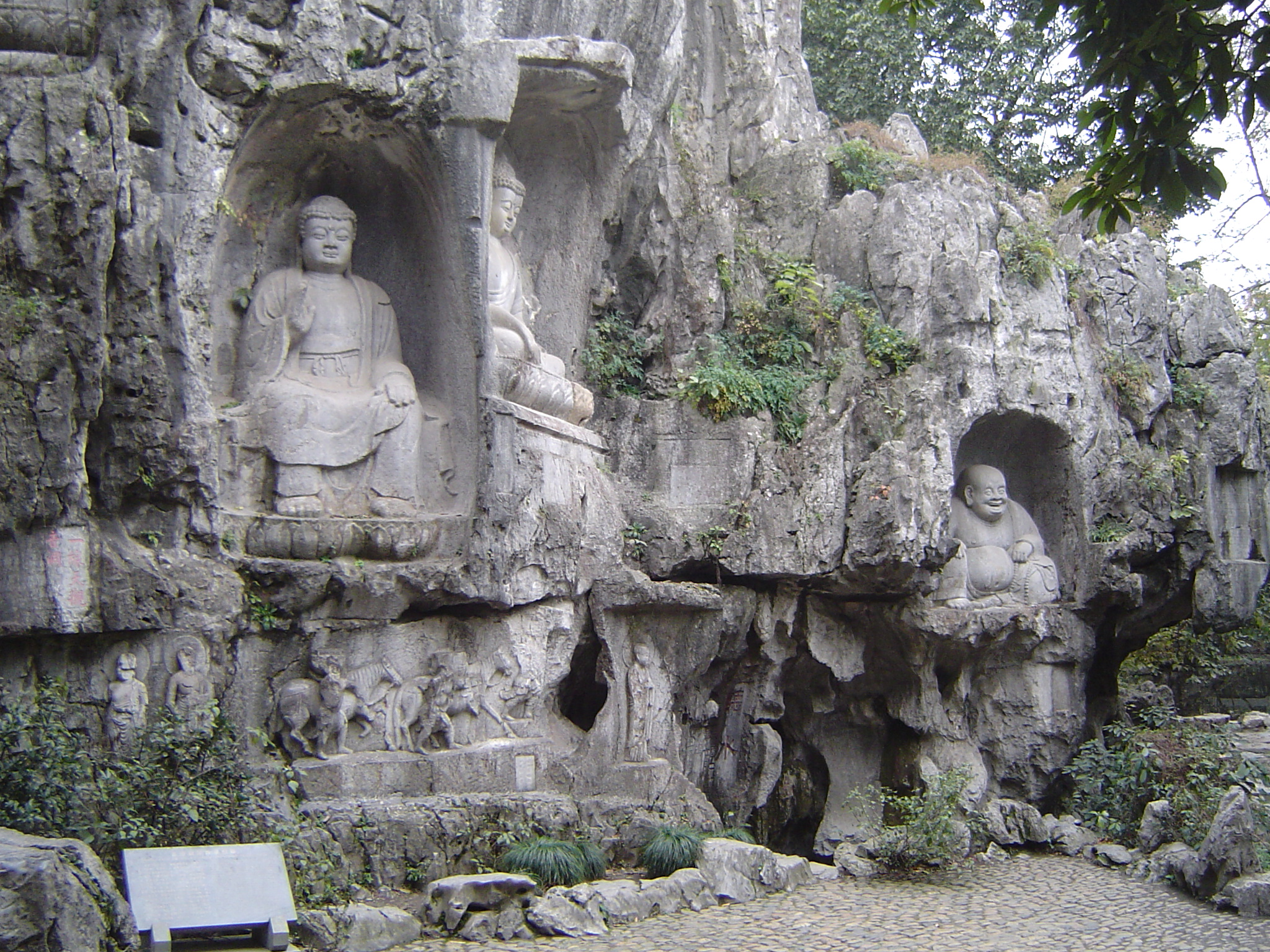
Liczne rzeźby w grotach na górze Feilai
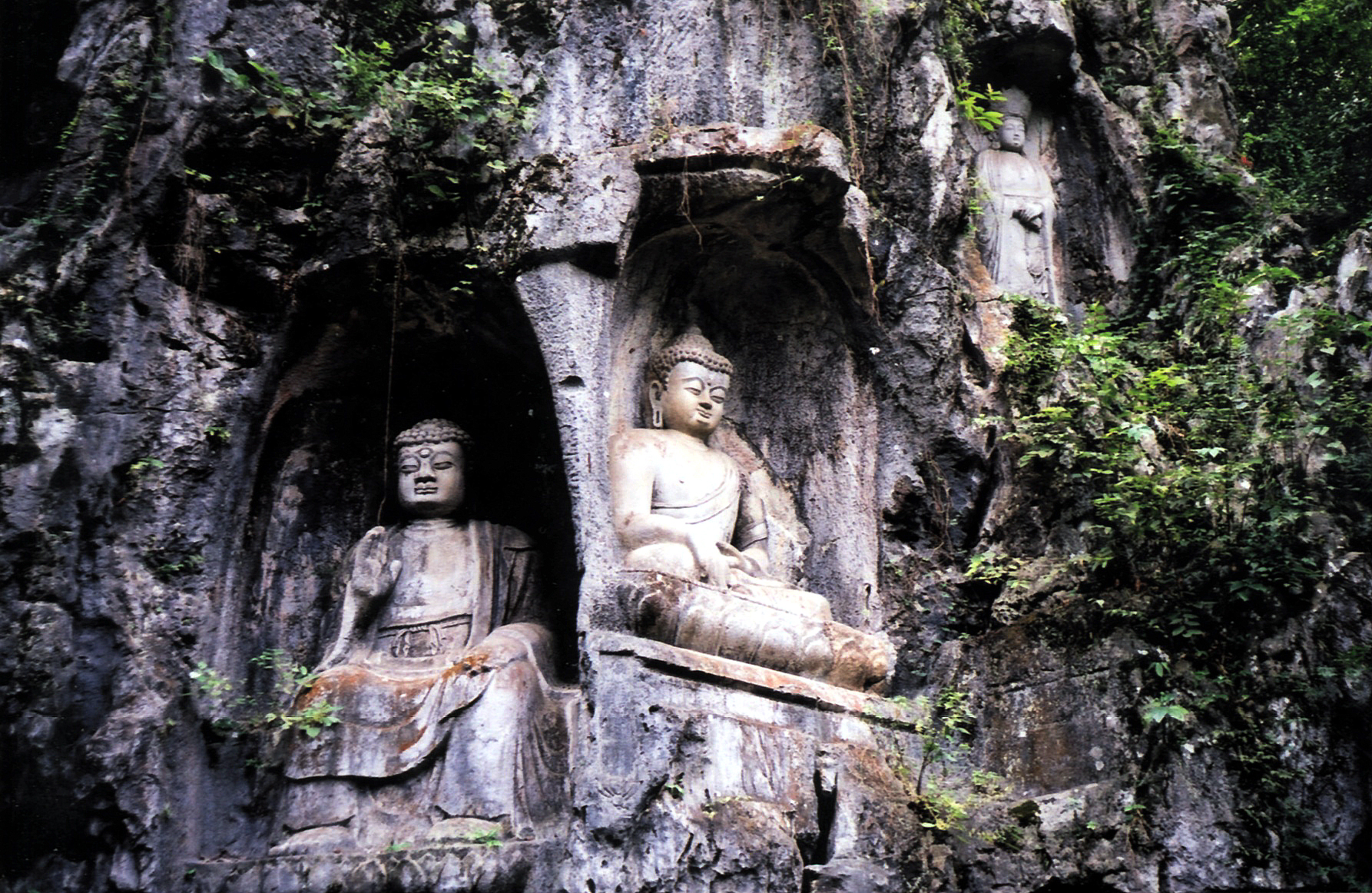
Rzeźby na górze Feilai

## Adres klasztoru
- Fayun Lane Lingyin Road No.1, Hangzhou City, Zhejiang Province, kod pocztowy: 310013